# Conotrachelus vastus
Conotrachelus vastus – gatunek chrząszcza z rodziny ryjkowcowatych.

## Zasięg występowania
Ameryka Południowa, występuje w Brazylii.

## Budowa ciała
Przednia krawędź pokryw znacznie szersza od przedplecza, lekko pofalowana. Na ich powierzchni wyraźne podłużne żeberkowanie oraz mniej wyraźne punktowanie. Przedplecze okrągławe w zarysie w tylnej części, z przodu znacznie zwężone, grubo punktowane na całej powierzchni.